# Wales Glacier
Wales Glacier är en glaciär i Antarktis. Den ligger i Östantarktis. Nya Zeeland gör anspråk på området. Wales Glacier ligger 671 meter över havet.
Terrängen runt Wales Glacier är varierad. Havet är nära Wales Glacier österut. Trakten är obefolkad. Det finns inga samhällen i närheten. 